# Медрано, Вивьен
Вивье́н Мари́ Медра́но (англ. Vivienne Maree Medrano, род. 28 октября 1992, Фредерик, Мэриленд), более известна как Ви́взиПоп (англ. VivziePop) — сальвадоро-американская художница и аниматор. Режиссёр, главный аниматор, сценарист и дизайнер персонажей мультсериала «Отель Хазбин» и его спин-оффа «Аццкий босс».

## Карьера

### Ранняя работа
До прихода на YouTube Вивьен работала ассистентом над дипломным комедийным фильмом ужасов Зака Беллиссимо под названием «Blenderstein!» в 2011 году.
Медрано запустила свой канал на YouTube под псевдонимом «VivziePop» в 2012 году, собрав преданную онлайн-аудиторию, которой нравились её фан-работы и оригинальные идеи. В 2013 году она запустила веб-комикс под названием ZooPhobia, который в конечном итоге продлился до 2016 года. Вивьен закончила работу над ним, чтобы появилось больше времени для разработки Hazbin Hotel. Медрано сняла свой первый короткометражный анимационный фильм «Son of 666» в 2013 году. Она выпустила свой дипломный фильм четвёртого года обучения под названием «Timber» в 2014 году, за который она получила премию Дасти в номинации «Выдающиеся достижения в анимации персонажей». Вивьен назвала фильм в честь песни Pitbull и Kesha, и в его партитуре также была дань уважения песне. В октябре 2014 года она выпустила анимационный видеоклип на песню Kesha «Die Young», который к октябрю 2019 года набрал более 50 миллионов просмотров. В результате она стала «относительно известной» в Сети благодаря своей анимации и иллюстрациям, некоторыми из которых она поделилась на своём канале.

### SpindleHorse Toons
Медрано основала анимационную студию «SpindleHorse Toons», в рамках которой будут выпущены пилотная версия Hazbin Hotel, пилотная серия и первый сезон Helluva Boss, а также несколько короткометражных мультфильмов. Медрано является режиссёром, сценаристом и дизайнером персонажей SpindleHorse Toons. Медрано выпустила первый трейлер Hazbin Hotel в апреле 2018 года.
В феврале 2019 года у её канала было более 1,2 млн подписчиков. К апрелю того же года сообщалось, что общее количество просмотров на её канале достигло более 163 миллионов. В интервью Cartoon Brew она отметила, что большая часть пилотного проекта Hazbin Hotel финансировалась за счёт денег её Patreon, а не доходов от алгоритма YouTube. Компания Horseless Cowboy помогала Медрано с озвучкой в первом сезоне Helluva Boss, а Ричард Стивен Хорвиц был режиссёром озвучивания. Лукас Бермудес из Screen Rant объяснил успех Hazbin Hotel единственной причиной, по которой Helluva Boss получил зелёный свет.
В октябре 2019 года на канале Медрано на YouTube был выпущен пилотный эпизод Hazbin Hotel. В течение двух дней после выхода пилотной версии она набрала более 2 млн просмотров. В ноябре 2019 года пилотная версия Helluva Boss также была выпущена на её канале YouTube. Медрано заявила, что, хотя у двух шоу общая обстановка, Hazbin Hotel рассказывает об «искуплении и последствиях прошлых действий», а Helluva Boss рассказывает о «персонажах и обществах, которые уже существуют в аду», при этом основное внимание уделяется отношениям между персонажами.
В июле 2020 года Медрано выпустила анимационный видеоклип для Hazbin Hotel под названием «Addict» с одноимённой песней Silva Hound.
В августе 2020 года A24 сняла Hazbin Hotel для полной серии. В то время Cartoon Brew сообщила, что пилотный сериал был просмотрен более 41 миллиона раз и что её канал собрал более 3,6 млн подписчиков, отметив, что она «разработала и выпустила свой оригинальный пилотный проект без какого-либо участия студии». Animation Magazine сообщил, что A24 сделала «смелый шаг», подняв сериал.
30 сентября 2020 года Медрано выпустила короткометражный анимационный фильм под названием «Bad Luck Jack», основанный на её веб-комиксе ZooPhobia. Короткометражный фильм был номинирован и получил премию «Ursa Major Awards» в категории «Лучший драматический короткометражный фильм». Этот короткометражный фильм также был указан как «Рекомендуемый антропоморфный драматический короткометражный фильм» на веб-сайте премии Ursa Major Awards.
В октябре 2020 года был выпущен первый эпизод первого сезона Helluva Boss, почти через год после первоначального выпуска его пилотной версии. Было заказано восемь серий, и все они будут выпущены на её канале YouTube бесплатно. Animation Magazine сообщил, что к 7 октября пилотные версии Hazbin Hotel и Helluva Boss в совокупности просмотрели более 65 миллионов раз.
В феврале 2021 года Медрано сообщила Insider, что Helluva Boss остаётся независимой от Hazbin Hotel, заявив, что она намеревалась сохранить это таким образом, «пока публика хочет продолжать это видеть», добавив, что у них есть «план того, где история идёт и заканчивается», отмечая, что концовка кажется «сюрреалистичной».
В сентябре 2021 года Медрано выступила на виртуальной сцене на выставке The Ottawa International Animation Festival о создании Hazbin Hotel и Helluva Boss. К ней присоединился Брайан Димас, заместитель продюсера по разработке в Warner Bros. Animation и содиректор группы LatinX in Animation.

### Другие работы
В феврале 2017 года она поделилась иллюстрацией Lego Joker, которую Inverse назвал «гротескной, но очаровательной», заявив, что она отражает «сложные отношения любви-ненависти между Клоуном-принцем преступного мира и Темным рыцарем». С 2017 по 2019 год она работала аниматором в сериале DreamWorksTV Нико Колалео «Too Loud». Она назвала свой опыт работы в сериале «наслаждением».
В 2019 году Медрано дала интервью для документального фильма «Hand-Drawn: 2D Animation Documentary». В марте 2021 года сообщалось, что она была партнёром Redefine Entertainment, управляющей компании, созданной Хайро Альварадо, Тони Гилом и Максом Голдфарбом.

## Личная жизнь
Медрано родилась во Фредерике, штат Мэриленд. Она заинтересовалась анимацией, когда посмотрела полнометражный анимационный фильм «Бэмби». Она начала использовать художественные программы, такие как MS Paint, в третьем классе. На ее раннее искусство сильно повлиял Invader Zim. Медрано переехала в Нью-Йорк и начала посещать Школу изобразительных искусств в сентябре 2010 года. В настоящий момент проживает в Лос-Анджелесе.

## Фильмография

### Фильмы
| Год  | Название                                 | Роль      |
| ---- | ---------------------------------------- | --------- |
| 2011 | Blanderstein                             | Помощник  |
| 2013 | Son of 666                               | Создатель |
| 2014 | Timber                                   | Создатель |
| 2020 | Bad Luck Jack, короткометражка ZooPhobia | Создатель |

### Веб-Сериалы
| Год         | Название              | Роль                 |
| ----------- | --------------------- | -------------------- |
| 2017-2019   | Too Loud              | Голос Сары (2 сезон) |
| 2019- н. в. | Отель Хазбин          | Создатель            |
| 2019- н. в. | Адский босс           | Создатель            |
| 2025 (?)    | Homestuck (адаптация) | Продюсер             |